# جاستن كولمان
جاستن كولمان (بالإنجليزية: Justin Coleman)‏ هو لاعب كرة قدم أمريكية أمريكي، ولد في 27 مارس 1993 في برونزويك في الولايات المتحدة.

## وصلات خارجية
- جاستن كولمان على موقع مرجع كرة القدم المحترفة.كوم (الإنجليزية)